# Raúl Salinas Lozano
Raúl Salinas Lozano (Agualeguas, Nuevo León, 1 de mayo de 1917 - México, D. F., 23 de febrero de 2004) fue un político y economista mexicano, senador de la República (1982-1988), secretario de Industria y Comercio entre 1958 y 1964, embajador en la Unión Soviética, además jefe y director de Estudios Económicos de la Secretaría de Hacienda entre 1948 y 1954, asesor fiscal del gobierno de Honduras, director de la Comisión de Inversiones de la Secretaría de la Presidencia (1954-1958). Desde 1940 militó en el Partido Revolucionario Institucional (PRI), y fue fundador del Instituto Nacional de Administración Pública (INAP).
En el gabinete del presidente Adolfo López Mateos fue secretario de Industria y Comercio. Al término del sexenio de López Mateos, aspiró a la candidatura del Partido Revolucionario Institucional a la presidencia de la república, pero al final, el presidente López Mateos se decidió por el secretario de Gobernación Gustavo Díaz Ordaz. Se desempeñó como director de la Comisión Nacional de Precios de la Secretaría de Comercio, delegado de México ante el Fondo Monetario Internacional, director del Instituto Mexicano del Comercio Exterior (1978-79), presidente de los consejos de la Comisión Federal de Electricidad y de los bancos nacionales de Comercio Exterior y de Fomento Cooperativo.
Se casó con Margarita de Gortari Carvajal, con quien tuvo cinco hijos: Adriana Margarita, Sergio, Enrique, Raúl y Carlos Salinas de Gortari quien fuera presidente de México en el sexenio 1988-1994.